# Vlag van Wevelgem
De vlag van Wevelgem werd door de gemeenteraad op 14 december 1979 officieel vastgesteld als de gemeentelijke vlag van de West-Vlaamse gemeente Wevelgem. Op 29 oktober 1981 werd hij door het koninklijk besluit bevestigd en uiteindelijk gepubliceerd op 11 december 1981 in het officiële Belgisch Staatsblad.
Officieel wordt de vlag beschreven als:
Blauw met een gele driehoek waarvan de benen uitgaan van de broekhoek en de vlaghoek naar het midden.
De vlag is ontworpen naar het gemeentewapen.

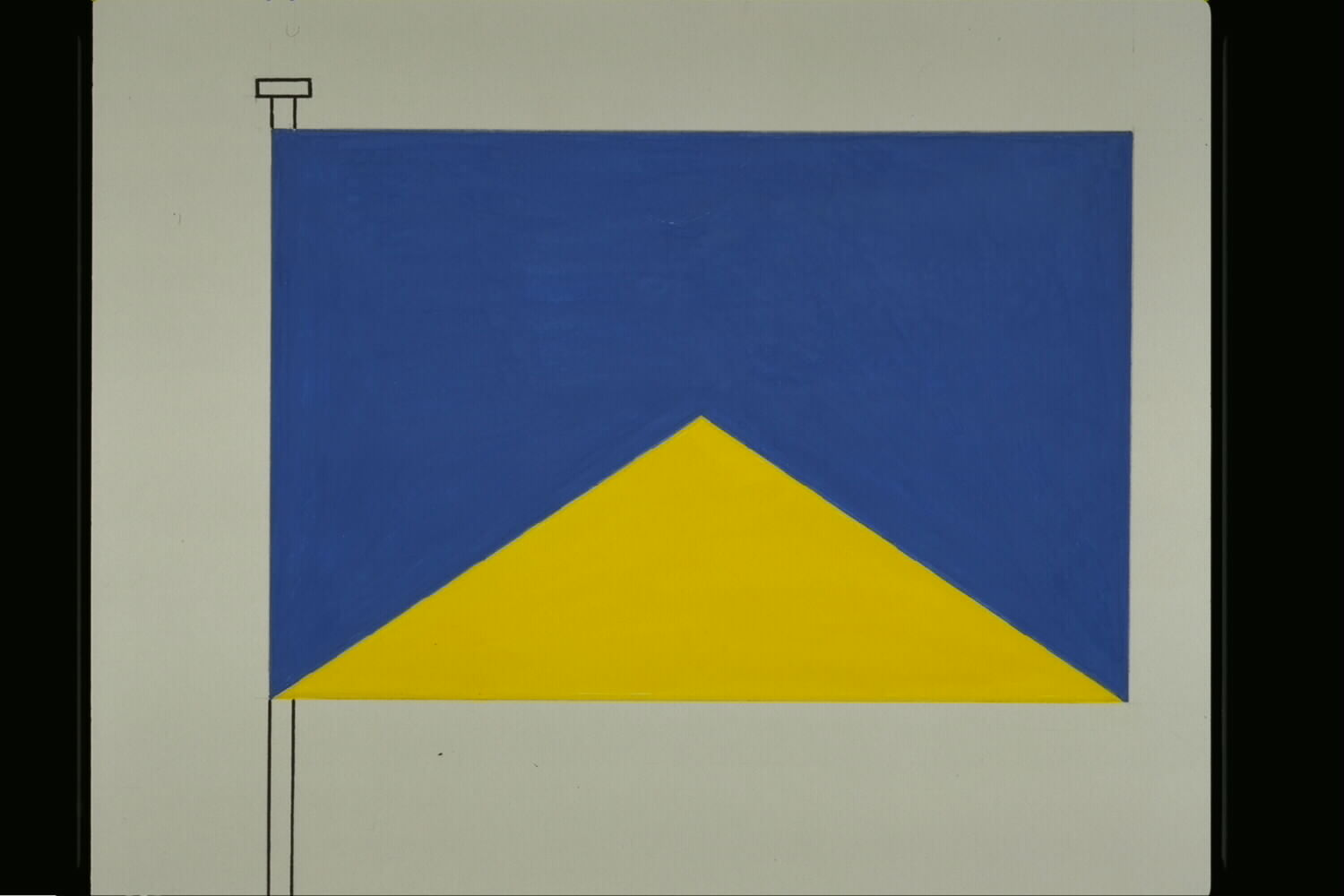
Officiële tekening van de vlag